# Anri Okamoto
Pour les articles homonymes, voir Okamoto.
 (mai 2014).
Si vous disposez d'ouvrages ou d'articles de référence ou si vous connaissez des sites web de qualité traitant du thème abordé ici, merci de compléter l'article en donnant les références utiles à sa vérifiabilité et en les liant à la section « Notes et références ».
Anri Okamoto (岡本杏理, Okamoto Anri) (née le 1er juillet 1994 à Tokyo) est un mannequin et une actrice au Japon. Elle est une artiste de la Stardust Promotion.

## Filmographie

### Drames
- 2004 : One litre of tears
- 2005 : Garo
- 2007 : Koisuru Nichiyobi (3e série)
- 2007 : Sexy Voice and Robo
- 2008 : Tokyo Shojo
- 2009 : Shōkōjo Seira
- 2010 : LADY ~Saigo no Hanzai Profile~
- 2011 : Nazotoki wa Dinner no Ato de

### Film
- 2007 : Smile: Seiya no Kiseki
- 2008 : Sunadokei
- 2009 : Yatterman

### PV
- 2008 : Laugh Away
- 2008 : Laugh away ~YUI Acoustic version~
- 2008 : Summer Song
- 2010 : Gloria